# 広島電鉄1050形電車
広島電鉄1050形電車（ひろしまでんてつ1050かたでんしゃ）は、1947年（昭和22年）に京阪神急行電鉄（現在の阪急電鉄・京阪電鉄が統合した会社）から移籍し、1953年（昭和28年）に車体更新した広島電鉄宮島線専用の電車である。その後、連結改造など行い1982年（昭和57年）に1090形に改番した。市内線（路面電車）の車両に対して床の地表からの高さが高かったため、「高床車」とも呼ばれた。

## 歴史

### 1050形（更新前）時代
第二次世界大戦後、宮島線の輸送力が切迫してきたことから、1947年（昭和22年）に運輸省の斡旋により、京阪神急行電鉄（現在の阪急電鉄・京阪電鉄が統合した会社）京阪線（現在の京阪電気鉄道京阪本線およびその支線）の木造車両を4両購入した。元々、100型およびその改造車である200型である（戦時中に京阪は阪急に統合されており、再独立したのは1949年）。譲渡された時は元車が異なるために、1051・1052と1053・1054では、制御機器が異なっていた。

### 1050形（更新後）時代
1953年（昭和28年）に、ナニワ工機で、前中扉・前面非貫通大型2枚窓の全金属製車体を新造し載せ替えた。その後に製造された1060形との車体の違いは、1050形は前面窓上部に通風器が2カ所設けられている、車体幅が1060形より狭いためにドア部にステップを設けているなど。
新製以来単行運用で使用されていたが、1979年（昭和54年）に1053と1054を連結車に改造。同時に、連結面側の運転台を撤去して片運転台化。制御器の改造、台車をブリル27E-1からボールドウィン78-25AAに交換、通風器の撤去、前面窓左側上部に大型方向幕の設置、前照灯のシールドビーム2灯（いわゆる豚鼻ライト）化を行った。

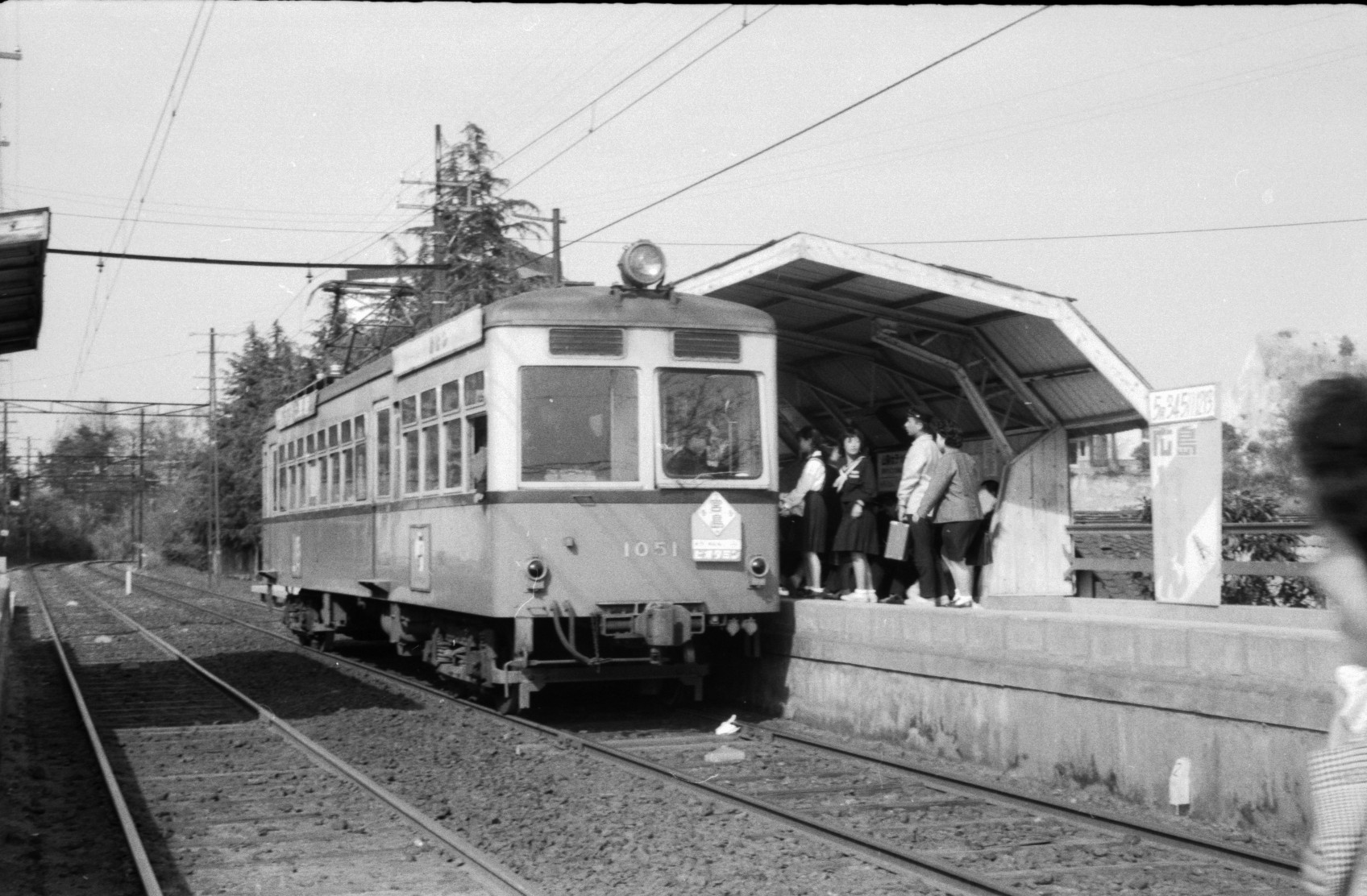
広島電鉄　1051号　山陽女学院前　昭和36年

1980年（昭和55年）10月に、1051と1052が未改造のまま一旦除籍された。

### 1090形時代
1982年（昭和57年）8月に、1053と1054が1091・1092に改番。同時に一旦除籍されていた1051と1052の車体を利用し、同様の機器に交換の上片運転台化・連結車化して1093・1094として復活した。これまで元車が異なるために機器が異なっていたが、この改造で機器が統一された。1984年（昭和59年）に、ひろしまシティ電車に対抗する形で三菱MDA方式で冷房化改造され、高床車では唯一の冷房車となった。
しかし宮島線の運用を直通車に統一する方針に基づき、1990年（平成2年）に3900形が登場し、これに交代する形で1990年から1991年にかけて廃車となった。1090形の運行終了で1991年8月で宮島線に残った鉄道車両は消滅した。
1093・1094は冷房機器を3900形へ転用した後、長らく荒手車庫で保管されていたが、2002年にアメリカの博物館での車両（ポートランド・ルイストン・インターアーバン線のナルシサス号）復元に当たって台車を提供するために解体された。

## 各車状況
| 1050形 時代車番 | 1090形 時代車番 | 京阪神急行 時代車番 | 広電入線  | 車体更新       | 冷房改造       | 廃車日         | 備考                                          |
| --------------- | --------------- | ------------------- | --------- | -------------- | -------------- | -------------- | --------------------------------------------- |
| 1051            | 1093            | 229                 | 1947年2月 | 1954年1月27日  | 1984年12月26日 | 1991年12月17日 | 1980年12月31日廃車（車籍抹消） 1982年車籍復活 |
| 1052            | 1094            | 230                 | 1947年2月 | 1954年1月28日  | 1984年12月26日 | 1991年12月17日 | 1980年12月31日廃車（車籍抹消） 1982年車籍復活 |
| 1053            | 1091            | 109                 | 1947年2月 | 1953年12月26日 | 1984年12月4日  | 1990年6月15日  | 1982年8月10日車番変更                         |
| 1054            | 1092            | 111                 | 1947年2月 | 1953年12月29日 | 1984年12月4日  | 1990年6月15日  | 1982年8月10日車番変更                         |

### 補足
1. ↑  これは、京阪神急行が運輸省規格型電車の製造割当を受けるに当たり、その条件として拠出することになったものである。京阪線ではこれに基づいて1300系が製造された。
2. ↑  3000形を近代化補助金を使っての代替導入になったためとされている。